# Districtul Recklinghausen
Districtul Recklinghausen este un district administrativ rural (în germană Landkreis) în landul Renania de Nord-Westfalia, Germania.